# 巨峰路駅
座標: 北緯31度16分58秒 東経121度35分2秒 / 北緯31.28278度 東経121.58389度
巨峰路駅（きょほうろえき）は中華人民共和国上海市浦東新区に位置する上海地下鉄6号線と12号線の駅である。
6号線は3階に位置するが、12号線は地下4階に位置するため、乗り換えには時間を要する。

## 利用可能な鉄道路線
上海地下鉄
■6号線
■12号線

## 駅構造

### 6号線
- 島式ホーム1面2線を有する高架駅。

### 12号線
- 島式ホーム1面2線を有する地下駅。

## 歴史
- 2007年12月29日 - 6号線開業。
- 2008年9月1日 - 東靖路駅側に渡り線を二本設置。
- 2013年12月29日 - 12号線開業。

## 隣の駅
上海軌道交通
■6号線
東靖路駅 - 巨峰路駅 - 五蓮路駅
■12号線
東陸路駅 - 巨峰路駅 - 楊高北路駅